# Ужичка лепиња
Ужичка лепиња (такође, комплет лепиња или лепиња са све) је локални специјалитет који се данас спрема у многим пекарама и кафанама ужичког и златиборског краја, односно на простору Златиборског округа и западне Србије.

## Начин припреме
У изворној варијанти за припрему овог оброка потребна је пећ на дрва, лепиња, претоп, јаје и кајмак. 
Лепиња  погача или сомун је основа и по могућству узима се она која није тако мекана и нема тесто као обичан хлеб, већ су „мехурићи“ доста већи. Она се засече по хоризонтали са благим удубљењем према средини, тако да буде налик на посуду а горњи део налик је на поклопац. Прво се доњи део премаже зрелијим кајмаком,  по могућству златиборским или ужички, јер је важно да се током печења не отопи. Преко кајмака се потом размути  јаје. Затим се све стави у загрејану пећницу и пече око 10 минута (зависно од тога да ли се жели мекша или хрскавија лепињу). Након печења, лепиња се извади из пећнице и прелије загрејаним претопом.који се сипа преко поклопаца који се држи изнад лепиње и тако слива на лепињу. Евентуално по жељи и укусу купца или кувара у лепињу се може додати и пршута. Овај специјалитет има велику калоријску вредност.
Битно је да се са припремом почне док је лепиња још свежа. Претоп („моца“, „моча“ или „софт“) слана масноћа настала печењем меса, главни састојак.Добија се тако што се сачува сок настао после печења јагњета и прасета који се добро помеша и остави да се охлади. Како се претоп хлади, у посуди се одваја маст нагоре, а надоле желатин који је тамномрке боје, веома слан и садржи одговарајући проценат воде. За добијање оригиналног претопа потребно је да се пече цело јагње или прасе у одговарајућој пећи.
Постоје разне варијације, па се комплет лепиња прави и са много већим погачама или се прави као торта, „лепиња на спрат“ и сл.

## Начин конзумирања јела
Комплет лепиња се традиционално једе прстима и данас, обично прво „поклопац“, који се може кидати у парчиће и умакати у средину а након тога прећи на остатак, или по жељи. 
У данашње време уз комплет лепињу се сервира јогурт или домаће кисело млеко у земљаном ћупу, што даје посебан укус овом оброку.